# Фурманська сільська рада
Фурманська сільська́ ра́да — адміністративно-територіальна одиниця та орган місцевого самоврядування в Уманському районі Черкаської області. Адміністративний центр — село Фурманка.

## Загальні відомості
- Населення ради: 554 особи (станом на 2001 рік)

## Населені пункти
Сільській раді підпорядковані населені пункти:
- с. Фурманка

## Склад ради
Рада складається з 12 депутатів та голови.
- Голова ради: Ковальчук Галина Василівна
- Секретар ради: Панченко Оксана Федорівна

### Керівний склад попередніх скликань
| Прізвище, ім'я, по батькові  | Основні відомості                                                         | Дата обрання | Дата звільнення |
| ---------------------------- | ------------------------------------------------------------------------- | ------------ | --------------- |
| Сергієнко Леонід Миколайович | Сільський голова, 1966 року народження                                    | 26.03.2006   | 31.10.2010      |
| Ковальчук Галина Василівна   | Сільський голова, 1957 року народження, освіта вища, член Партії регіонів | 31.10.2010   |                 |

Примітка: таблиця складена за даними сайту Верховної Ради України

### Депутати
За результатами місцевих виборів 2010 року депутатами ради стали:

#### За суб'єктами висування
| Суб'єкт висування | Кількість обраних депутатів | %    |
| ----------------- | --------------------------- | ---- |
| Партія регіонів   | 10                          | 83,3 |
| Самовисування     | 2                           | 16,7 |

#### За округами
| № округу        | Прізвище, ім'я, по батькові     | Дата визнання обраним | Освіта             | Партійна приналежність | Відомості про обраного депутата                                             |
| --------------- | ------------------------------- | --------------------- | ------------------ | ---------------------- | --------------------------------------------------------------------------- |
| Партія регіонів |                                 |                       |                    |                        |                                                                             |
| 1               | Ковальчук Станіслав Миколайович | 31.10.2010            | вища               | позапартійний          | ЗАТ «Райз-Максимко», обліковець                                             |
| 2               | Панченко Оксана Федорівна       | 31.10.2010            | середня            | позапартійна           | Фурманська сільська рада, секретар                                          |
| 4               | Семчук Галина Олексіївна        | 31.10.2010            | середня спеціальна | позапартійна           | тимчасово не працює                                                         |
| 5               | Семчук Надія Валентинівна       | 31.10.2010            | середня            | позапартійна           | приватний підприємець                                                       |
| 6               | Смолянич Катерина Павлівна      | 31.10.2010            | середня спеціальна | позапартійна           | ЗАТ «Райз — Максимко», завідувачка току                                     |
| 7               | Петрушевська Оксана Сергіївна   | 31.10.2010            | вища               | позапартійна           | Фурманська загальноосвітня школа, вчитель образотворчого мистецтва та етики |
| 8               | Щербенко Ніна Григорівна        | 31.10.2010            | незакінчена вища   | позапартійна           | ПП «Черненко», продавець                                                    |
| 9               | Воєділова Тетяна Андріївна      | 31.10.2010            | вища               | позапартійна           | Фурманська сільська рада, бухгалтер                                         |
| 10              | Шуляк Жанна Олексіївна          | 31.10.2010            | вища               | позапартійна           | Фурманський фельдшерсько-акушерський пункт, завідувачка                     |
| 11              | Семчук Галина Григорівна        | 31.10.2010            | незакінчена вища   | член Партії регіонів   | Фурманська сільська бібліотека, бібліотекар                                 |
| Самовисування   |                                 |                       |                    |                        |                                                                             |
| 3               | Попенко Лілія Миколаївна        | 10.01.2011            | середня            | позапартійна           | Сільська рада, техпрацівник                                                 |
| 12              | Сергієнко Галина Олексіївна     | 31.10.2010            | вища               | позапартійна           | Фурманська загальноосвітня школа, вчитель                                   |